# Київський процес 1946
Київський процес 1946 — судовий процес над гітлерівськими воєнними злочинцями в Києві 17–28 січня 1946. Кримінальну справу у відкритому судовому засіданні розглядав військовий трибунал Київського військового округу. Німецьких воєнних злочинців судили за скоєні ними злочини проти мирного населення, військовополонених, миру і людяності на окупованій території України та Білорусі в роки Великої вітчизняної війни Радянського Союзу 1941—1945 (ст. 1 Указу Президії ВР СРСР від 19 квітня 1943). До суду було віддано 15 високих чинів гітлерівської військової адміністрації — СС, СД, гестапо та жандармерії. Серед них — два генерал-лейтенанти: П.Шеєр — нач. охоронної поліції і жандармерії на території Київської області та Полтавської області, К.Буркхардт — комендант тилу німецької 6-ї армії; генерал-майор О. фон Чаммер — комендант головної німецької комендатури № 392; оберштурмбанфюрер СС Г.Хейніш — гебітскомісар Мелітопольського округу та ін. У судовому засіданні було доведено вину обвинувачених у здійсненні каральних операцій і масових убивств мирного населення на окупованій території, вивезенні місцевих жителів до концтаборів та на примусові роботи до Німеччини, руйнуванні жител, нищенні економіки, розкраданні культурних цінностей тощо. Згідно з Указом Президії ВР СРСР від 19 квітня 1943 та керуючись ст. 2 Кримінального кодексу УРСР і ст. 296 і 297 Кримінально-процесуального кодексу УРСР, трибунал засудив 12 осіб до смертної кари через повішення. Вирок було виконано 29 січня 1946 прилюдно в Києві в районі сучасного майдану Незалежності. Одного з обвинувачених було засуджено до каторжних робіт строком на 20 років, а двох — на 15 років кожного.